# Fossano Calcio
Il Fossano Calcio S.S.D. a r.l. (in breve Fossano Calcio S.S.D., conosciuta anche come Fossano) è una società calcistica italiana con sede a Fossano, in provincia di Cuneo. 
Fondata nel 1919 con il nome di Unione Sportiva Fossanese e poi ricostituita nel 1923 come Principi d'Acaja, ha adottato il semplice nome cittadino per la prima volta nel 1930 e definitivamente nel 2006. Dal punto di vista storico vanta quale maggior risultato sette partecipazioni alla terza serie nazionale, che ne fanno il secondo club per tradizione sportiva nella provincia di appartenenza, alle spalle del Cuneo.
Milita in serie D, la quarta divisione del campionato italiano di calcio. Nella stagione 2025-26 militerà in Eccellenza, quinta divisione del campionato italiano di calcio.

## Storia
L'avvento del calcio a Fossano si deve al giocatore Gabriele "Nino" Testa, portiere, che nel 1919 fondò l'Unione Sportiva Fossanese.
Nel 1923 gli subentrarono Domenico Bergese e Domenico Rattalino che la rinominarono Società Sportiva Principi d'Acaja: essa adottò una maglia bianca con finiture nere, che portava ricamato sul petto il disegno del castello dei Principi d'Acaja, monumento della città. 
Il primo campionato di cui sia nota la partecipazione è la Terza Divisione 1926-1927, ove la Principi d'Acaja fu ottava nel girone D piemontese.
Dopo sette anni, nel 1930, l'avvento alla presidenza di Libero Beretta, cui poi subentrerà Antonio Della Torre, mutò nuovamente l'identità societaria: la denominazione divenne Associazione Calcio Fossano e i colori bianconeri vennero declinati in una maglia palata, abbinata a pantaloncini e calzettoni neri. Nel 1933 venne inaugurato lo stadio Principi del Piemonte in Piazza d'Armi. 
Dal 1939 è accertata la partecipazione del Fossano al campionato di Seconda Divisione piemontese, vinto il quale (nel 1941-1942) la squadra passò in Prima Divisione, ottenendo l'accesso alla Serie C mediante ripescaggio.
Nel 1943 l'inasprirsi della seconda guerra mondiale segnò una battuta d'arresto per il club, che si riorganizzò nel 1945 sotto la presidenza di Carlo Rigat; egli reintrodusse la ragione sociale U.S. Fossanese e scelse quale nuovo colore sociale l'azzurro; le attività ripresero presso il campo sportivo in località Casermette. 
La squadra ripartì dal campionato di Serie C per l'annata 1945-1946; la stagione si concluse con l'ottenimento della salvezza.
Nel campionato 1946-1947 i ragazzi del tecnico Luis Monti terminarono il campionato al quarto posto, sfiorando la promozione in Serie B; nella stagione successiva gli azzurri chiusero il loro girone al secondo posto, mancando però nuovamente l'accesso alla seconda serie. 
Nel 1948 venne costruito il nuovo stadio comunale di Corso Trento e vennero introdotti nuovi giocatori, tra cui Mario Bo; gli azzurri però al termine del campionato riescono a evitare per poco la retrocessione in IV Serie.
Nel 1949 la squadra fu affidata all'ex giocatore Manfredo Ardizzone e rinforzata con alcuni giocatori in esubero da Cuneo e Mondovì, quali Luciano Testa e Renato Cattaneo. Nella stagione 1949/50 la squadra si classificò al 12º posto. 
Nel campionato 1950-1951, dopo essere stati in testa alla classifica per undici giornate, la Fossanese terminò la stagione al settimo posto. La retrocessione in IV Serie arrivò nell'annata 1951-1952.
Nel campionato 1959-1960 la squadra retrocesse ulteriormente in Prima Categoria; e negli anni successivi si registrarono diversi cambi di presidenti e allenatori.
Nel 1969-1970 la Fossanese venne promossa nuovamente in Promozione e nel 1976 la società passò nelle mani del presidente Silvano Barbero, sotto la cui gestione si alternarono vari allenatori (Livio Bussi, poi per tre anni Piero Davico e inoltre Serra, Oderda, De Andrea, Ciravegna, Curetti, Bonacossa e Barbero) e la squadra rimase per qualche tempo in Promozione. Tra il 1985 e il 1988 la Fossanese retrocesse dapprima in Prima Categoria e quindi in Seconda Categoria. 
A questo punto la presidenza passò ad interim ad Aldo Strumia, che ne decise la fusione con la concittadina Associazione Calcio Acaja, i cui colori bianco-neri vennero associati all'azzurro: nacque così l'Unione Sportiva Fossanese Calcio. A quel punto Strumia si dimise (passando alla carica di segretario) e la presidenza andò ad Aldo Alladio, coadiuvato da Giulio Racca e Guido Viglietta come vice-presidenti.
Nel 1989 la nuova società, guidata dal tecnico Giuseppe Curetti, risalì in Prima Categoria; nel 1991 la massima carica sociale andò a Guido Viglietta e la squadra vinse nell stagione 1990/91 il passaggio in Promozione.
Nella stagione 1991/92 la squadra vinse il campionato, raggiungendo la promozione in Eccellenza. 
Nel 1993 la presidenza passò al general manager Luigi Bordone, che nel 1995-1996, con Giuliano Ciravegna in panchina, riportò la Fossanese in Serie D. La permanenza in tale serie durò due anni. 
Bordone però morì a fine 2002; il subentrante Franco Barroero (vicepresidente vicario) subito chiese il supporto di terzi per tutelare la squadra, che scontò il contraccolpo retrocedendo in Promozione al termine del campionato 2002-2003. L'intervento di una cordata di finanziatori garantì alla Fossanese le risorse necessarie per proseguire l'attività. 
La squadra venne affidata a Franco Dallariva, che dopo un primo anno di transizione nel 2005 ottenne l'accesso all'Eccellenza. Nel mentre, ai sensi delle nuove normative sullo sport amatoriale, la società aveva assunto la forma amministrativa di associazione sportiva dilettantistica e nel 2005 si era fusa col concittadino Football Club Salice, diventando Fossano Calcio; le squadre giovanili del club passarono a maglie di colore giallo, tinta istituzionale del Salice. 
La permanenza in Eccellenza durò fino al 2010-2011, quando il Fossano, nuovamente guidato da Giuseppe Curetti, non riuscì ad evitare la penultima posizione e retrocesse nel campionato di Promozione. 
Seguirono poi la stagione 2011/12 e la 2012/13 (prima sotto la nuova presidenza di Franco Graglia) che terminò con il raggiungimento della promozione in Eccellenza, grazie alla vittoria del girone C con 57 punti, davanti a Piscineseriva e Boves MDG. Nel giugno 2013 venne ingaggiato il tecnico Mario Volcan, il quale riuscì ad ottenere la salvezza nel 2013-2014, non venendo però riconfermato a campionato concluso.
Dimessosi Franco Graglia, la presidenza andò a Roberto Botta, che chiamò in panchina Marino Gianoglio; il Fossano però venne retrocesso in Promozione. 
Viassi fu confermato per la stagione 2015-2016: il Fossano riuscì infatti a classificarsi come primo nel proprio girone e, una volta rientrato in Eccellenza, si propose stabilmente tra le squadre di vertice, centrando i playoff nel 2016-2017 e mancandoli di poco nel 2017-2018. Nella satgione 2018/19 la squadra vinse il girone e centrò la promozione in Serie D. 
La permanenza in Serie D dura 4 anni, dopodiché nella stagione sportiva 2022/23 gli azzurri si classificano al 20º posto nel girone A, retrocedendo in Eccellenza. L'insuccesso sancisce altresì la fine dell'era Viassi, con l'ingaggio del nuovo allenatore Matteo Solari.

## Colori e simboli
Il Fossano veste dal 1945 i colori bianco-azzurri.

### Evoluzione delle divise
| Maglia dal 1919 al 1930 | Maglia dal 1930 al 1945 | Maglia dal 1945 al 1968 | Maglia dal 1968 al 1990 | Maglia dal 1990 al 2005 | Maglia dal 2005 al 2012 | Maglia dal 2012 al 2017 | Maglia dal 2017 |

#### Maglie celebrative
| Gemellaggio Rafaela(1998) | Divisa 80 anni(1999) | Fusione Salice(2005) |

## Strutture

### Stadio
Il Fossano gioca le proprie gare interne allo stadio Angelo Pochissimo, intitolato alla memoria di un calciatore fossanese morto a causa di un tumore. L'impianto è situato in corso Trento ed è stato costruito nel 1948 per sostituire il vecchio stadio Principi del Piemonte, ormai ritenuto poco funzionale alle esigenze del calcio dittadino. 
Il Pochissimo fu teatro non solo di campionati dilettanti ma anche di amichevoli dove la Fossanese incontrò squadre di livello quali il Grande Torino, all'inaugurazione come avvenne 15 anni prima all'inaugurazione del Principi del Piemonte, la Juventus di un giovanissimo Giampiero Boniperti, nel 1956 la Lazio per definire l'acquisto di Furio Kristovich e nel 1957 la Fiorentina appena reduce dalla sconfitta subita in finale di Coppa dei Campioni ai danni del Real Madrid.
Nel 1998, per festeggiare i 50 anni dell'impianto, fu chiamato l'Atlético de Rafaela squadra della città di Rafaela che si era appena gemellata con Fossano (la partita finì 2-1 per la Fossanese). La struttura era inizialmente chiamata Stadio Comunale di Fossano ma a partire dal 1999 lo stadio è intitolato in onore dell'ex calciatore fossanese Angelo Pochissimo scomparso nel 1976. L'impianto ha una capienza di 318 posti a sedere con una tribuna centrale dotata di 218 posti numerati e con copertura, di cui 65 della tribuna d'onore, cinque postazioni per la radiocronaca e una per il commento televisivo e una tribuna ospiti dotata di 100 posti scoperti nelle due gradinate situate nel settore sud-est dello stadio. Le dimensioni del campo da gioco sono 107m e 66 m. Ai suoi lati sono presenti due campi da allenamento e la Palestra Comunale di Fossano. Lo stadio può essere inserito nella Categoria 1 degli stadi UEFA. Lo stadio ha subito delle modifiche per aumentare la capienza nelle annate in cui la squadra ha militato in Serie D, consistenti nell'aggiunta di una tribuna scoperta in tubi Innocenti sul lato est.
All'esterno dell'impianto sono presenti le sedi della società e della Libertas Fossano 2000. Inoltre dal 1978 l'impianto è dotato di illuminazione, essendo quindi omologato per la Serie D e la disputa delle fasi finali di Coppa Italia Dilettanti: nel 2010 lo stadio ha ospitato la finale di Coppa Italia regionale di Eccellenza tra Santhià e Lucento (1-0) e una partita della categoria Beretti tra Juventus e Olympiacos (0-1). Lo stadio ha inoltre accolto due finali dei play-out di Eccellenza rispettivamente nelle stagioni 2002-03 e 2007-08 e due stagioni di Serie D (1996-97 e 1997-98) quando fu ampliato. Il Pochissimo venne ampliato nella stagione 1996-97 per permettere alla Fossanese (appena salita in Serie D) di continuare a giocarvi: la struttura arrivò quindi ad una capienza totale di 3.500 posti, ma quando la Fossanese retrocedette nuovamente in Eccellenza le tribune amovibili vennero tolte.
La seconda volta in cui l'impianto venne ampliato fu proprio quando ospitò la finale della Coppa Italia di Eccellenza nel 2010 tra Santhià e Lucento; anche in quella occasione si arrivo ad una capienza di 3.500 posti. 
Nell'ottobre del 2015 il comune dà l'assenso al progetto per la posa di un nuovo manto in erba sintetica; i lavori partono a settembre 2016 e terminano nel luglio seguente. Il 31 agosto 2017 il nuovo tappeto erboso viene inaugurato con un'amichevole tra il Fossano e la Juventus primavera, terminata con il punteggio di 3-3.

### Centro di allenamento
Le selezioni societarie svolgono le sedute di allenamento allo stadio Pochissimo e in altre strutture cittadine, quali il campo comunale Giancarlo Vallauri in terra battuta senza tribuna ma con alcune panchine in legno (86m x 46m), il campo Salice (96m x 56m) in erba sintetica e con una tribuna di circa 100 posti in cemento armato, il campo polisportivo Gianbattista Bongioanni, anch'esso in erba naturale (108m x 67m) e dotato di pista d'atletica (la sua capienza è superiore a quella dello stadio comunale) e il più piccolo campo privato del Coniolo (omologato per il calcio a 9, con misure 72m x 53m).

## Settore giovanile
Il Fossano Calcio 1919 è una Juventus academy dal 2010. Da 4 anni il Fossano Calcio ha anche ottenuto il riconoscimento della Figc come Scuola Calcio Elite.
Nella stagione sportiva 2022/23 il Fossano Calcio ha 3 squadre del settore giovanile agonistico che disputano il campionato regionale e una squadra che partecipa al campionato provinciale. Gli allievi under 17 hanno disputato il campionato regionale (girone C), ottenendo la 5ª posizione. Gli allievi under 16 hanno vinto il titolo provinciale e si sono qualificati ai regionali per la prossima stagione sportiva. I giovanissimi under 15 hanno chiuso il girone C dei regionali al 3º posto e sono arrivati ai quarti di finale della Coppa Piemonte. I giovanissimi under 14 hanno terminato il girone regionale al 3º posto e sono attualmente ai quarti di finale della Coppa Piemonte.

## Palmarès

### Competizioni regionali
- Eccellenza: 2

1995-1996 (girone B), 2018-2019(girone B)
- Promozione: 3

1991-1992 (girone C), 2004-2005 (girone C), 2012-2013 (girone C), 2015-2016 (girone C)
- Prima Categoria: 1

1990-1991
- Seconda Divisione: 1

1941-1942
- Seconda Categoria: 1

1969-1970

## Statistiche

### Partecipazione ai campionati
| Categoria    | Partecipazioni | Debutto   | Ultima stagione |
| ------------ | -------------- | --------- | --------------- |
| Serie C      | 7              | 1945-1946 | 1951-1952       |
| Serie D      | 14             | 1952-1953 | 2022-2023       |
| Eccellenza   | 20             | 1992-1993 | 2018-2019       |
| Promozione   | 22             | 1970-1971 | 2015-2016       |
| I Categoria  | 10             | 1960-1961 | 1990-1991       |
| II Categoria | 5              | 1967-1968 | 1989-1990       |